# Council Bluffs
Council Bluffs és una població dels Estats Units a l'estat d'Iowa. Segons el cens del 2000 tenia 58.268 habitants.

## Demografia
Segons el cens del 2000, Council Bluffs tenia 58.268 habitants, 22.889 habitatges, i 15.083 famílies. La densitat de població era de 601,9 habitants per km².
Dels 22.889 habitatges en un 31,6% hi vivien nens de menys de 18 anys, en un 46,7% hi vivien parelles casades, en un 14,3% dones solteres, i en un 34,1% no eren unitats familiars. En el 27,9% dels habitatges hi vivien persones soles el 10,6% de les quals corresponia a persones de 65 anys o més que vivien soles. El nombre mitjà de persones vivint en cada habitatge era de 2,49 i el nombre mitjà de persones que vivien en cada família era de 3,03.
Per edats la població es repartia de la següent manera: un 26% tenia menys de 18 anys, un 10,3% entre 18 i 24, un 29,7% entre 25 i 44, un 20,8% de 45 a 60 i un 13,2% 65 anys o més.
L'edat mediana era de 35 anys. Per cada 100 dones de 18 o més anys hi havia 90,7 homes.
La renda mediana per habitatge era de 36.221 $ i la renda mediana per família de 42.715 $. Els homes tenien una renda mediana de 30.828 $ mentre que les dones 23.476 $. La renda per capita de la població era de 18.143 $. Entorn del 8,2% de les famílies i el 10,3% de la població estaven per davall del llindar de pobresa.

## Poblacions més properes
El següent diagrama mostra les poblacions més properes.